# Буркотун
«Буркотун» (італ. Burbero) — італійська комедія творчого дуету Кастеллано і Піполо. Фільм випущений 19 грудня 1986 року з Адріано Челентано і Деброю Фойєр у головних ролях. Останній фільм у співпраці Челентано з Кастеллано і Піполо.

## Сюжет
Американка Мері Чіміно (Дебра Фойєр) знайомиться з відлюдним і вибагливим італійцем — адвокатом Тіто Торрізі (Адріано Челентано) в аеропорту Нью-Йорка, умовляючи його продати другий квиток до Флоренції, де її чекає чоловік, Джуліо Макіавеллі, який пообіцяв сюрприз на 15 мільярдів лір. Прибувши до Італії, Мері стикається з небезпечними пригодами через скарб, знайдений її чоловіком, якого переслідує банда гангстерів. Молода американка змушена постійно звертатися за допомогою до незадоволеного Тіто.

## У ролях
- Адріано Челентано — Тіто Торрізі
- Дебра Фойєр — Мері Чіміно
- Жан Сорель — Джуліо Маккіавеллі
- Маттіа Сбраджа — бос кілерів
- Анджела Фінокк'яро — Емілія
- Пеппе Ланцетта — гангстер
- Персі Хоган — кілер

## Знімальна група
- Режисер — Франко Кастеллано, Джузеппе Моччіа;
- Сценарій — Франко Кастеллано, Джузеппе Моччіа;
- Продюсер — Маріо Чеккі Горі, Вітторіо Чеккі Горі, Лучано Луна;
- Оператор — Альфіо Контіні;
- Композитор — Детто Маріано;
- Художник — Массімо Кореві;
- Монтаж — Антоніо Січільяно.